# Olenegonnyj sjpits
Olenegonnyj sjpits (Оленегонный шпиц; Ненецкая оленегонная лайка; Nenetskaja olenegonnaja lajka) eller Olenegonka är en hundras från Ryssland. Den är en vallande spets, de renskötande nentsernas hund. Nentserna i norra Archangelsk oblast är ett av de samojediska folkslagen och nentsrenvallaren står nära samojedhunden och även de svensk-finska lapphundarna, liksom de jagande lajkorna. Den används även som slädhund. En skillnad mot samojedhunden är att den finns i fler färger. Olenegonkan kan vara både en- och tvåfärgad. Tillåtna färger är grå, svart, brun och vit. Till skillnad från de jagande lajkorna har den likt samojedhunden och andra polarspetsar lång, tjock, riklig dubbelpäls som skyddar mot den subarktiska kölden.
Rasen är nationellt erkänd av den ryska kennelklubben Rossijskaja Kinologitjeskaja Federatsija (RKF) som är en av medlemsorganisationerna i Fédération Cynologique Internationale (FCI).